# Бочкарёво (Новосибирская область)
Бочкарёво — посёлок в Черепановском районе Новосибирской области. Административный центр Бочкаревского сельсовета.

## География
Площадь посёлка — 57 гектаров.

## Население
| 2002 | 2007 | 2010 |
| ---- | ---- | ---- |
| 684  | ↘681 | ↘641 |

## Инфраструктура
В посёлке по данным на 2007 год функционируют 1 учреждение здравоохранения и 1 учреждение образования.